# Ceivães
Ceivães era una freguesia portuguesa del municipio de Monção, distrito de Viana do Castelo.

## Historia
Atravesada por el río Mouro, afluente por la izquierda del Miño, Ceivães se conecta con la freguesia colindante de Barbeita por el medieval Ponte do Mouro (o de Barbeita), en el que en 1386 el rey D. João I se reunió con su futuro suegro, el Duque de Lancaster.
Situada en el extremo norte del municipio, a nueve kilómetros de la vila de Monção y separada de España por el río Miño, Ceivães perteneció al antiguo concelho de Valadares hasta la extinción de este en 1855.
Fue suprimida el 28 de enero de 2013, en aplicación de una resolución de la Asamblea de la República portuguesa promulgada el 16 de enero de 2013 al unirse con la freguesia de Badim, formando la nueva freguesia de Ceivães e Badim.

## Patrimonio
En el patrimonio histórico-artístico de Ceivães destaca su iglesia parroquial, cuyo cuerpo principal data del siglo XV, Cabe citar también la capilla de Nuestra Señora de la Agonía, edificada en 1790, la de N.ª Señora de la Buena Nueva, construida en 1761, y, en la aldea de Valinha, las de San Benito y N.ª Sra. del Livramento, con un bello altar mayor, en tonos azul y dorado. En la arquitectura civil, destacan las casas solariegas blasonadas conocidas como Solar do Hospital (hoy explotada como alojamiento de turismo rural) y Quinta dos Abreus.